# Lawaaidemonstratie
Een lawaaidemonstratie is een demonstratie of betoging waarbij een zo groot mogelijke hoeveelheid lawaai als actiemiddel wordt ingezet. Lawaaidemonstraties worden vaak als solidariteitsacties gehouden, bijvoorbeeld om tijdens andere demonstraties gearresteerde activisten een hart onder de riem te steken. Het doel is dan dusdanig veel lawaai te maken dat het in de politiecel kan worden gehoord.
Een ander doel van een lawaaidemonstratie kan het irriteren van mensen thuis zijn. Voor de huizen van (veelal politieke) tegenstanders kan een lawaaidemonstratie gehouden worden met het doel een kwartier lang een zeer onaangename situatie te creëren. Ook kan men lawaai gebruiken om mensen te trekken en vervolgens een boodschap te verspreiden.

## Geschiedenis
De eerste schriftelijke vermelding van een lawaaidemonstratie dateert van rond het jaar 1830 en vond plaats tijdens de julimonarchie in Frankrijk. De betogers waren tegenstanders van koning Lodewijk Filips I. Er werd op potten en pannen geslagen uit onvrede tegen de politici. Volgens historicus Emmanuel Fureix hadden de betogers inspiratie opgedaan bij charivari, waar lawaai werd ingezet om onvrede te uiten. In 1832 nam deze vorm van protest in Frankrijk in populariteit toe toen duizenden inwoners, vooral 's nachts, lawaai gingen maken. In 1961 werd dit in Algerije herhaald tijdens de nacht van de potten, waar men het lawaai inzette tijdens de Algerijnse Onafhankelijkheidsoorlog.
In de loop van de 20e eeuw werd deze vorm van protest ook populair in Zuid-Amerika. De eerste schriftelijke vermelding van een lawaaidemonstratie aldaar dateert van 1971 en is afkomstig uit Chili. Er werd toen een lawaaidemonstratie ingezet uit protest tegen de voedseltekorten die ontstaan waren tijdens het presidentschap van Salvador Allende.

## Naam
In het Nederlands spreekt de naam voor zich, maar in de meeste landen wordt een lawaaidemonstratie een cacerolazo of casserole (laatstgenoemde term met name in Frankrijk en Canada) genoemd. Dit woord is afkomstig uit het Spaans en betekent stoofpot. Het achtervoegsel -azo geeft een handeling aan, in dit geval slaan.

## Nederland
Lawaaidemonstraties zijn in Nederland met name in de 21e eeuw populairdere actiemiddelen geworden. Enkele bekende lawaaidemonstraties zijn die tegen de hogere energierekening in 2022, een lawaaidemonstratie in 2021 in Utrecht tegen de coronamaatregelen die uit de hand liep, in 2018 tijdens de Nationale Dodenherdenking en een lawaaidemonstratie in 2022 bij het nemen van de bordesfoto van het nieuwe kabinet. In 2021 liep een lawaaidemonstratie zelfs zo uit de hand dat een ministerie tijdelijk moest worden afgesloten.

## België
Ook in België komen lawaaiprotesten voor, zoals een lawaaiprotest in 2013 tegen kernwapens, een lawaaiprotest in 2022 tegen de onderdrukking en aanpak van betogers in Iran, in 2019 voor het recht op abortus en in 2021 tegen de coronamaatregelen.